# Namissiguima (département du Sandbondtenga)
Pour les articles homonymes, voir Namissiguima.
Namissiguima est un département et une commune rurale de la province du Sandbondtenga, situé dans la région Kuilsé au Burkina Faso. Lors du dernier recensement général de la population en 2006, le département comptait 9 752 habitants.

## Géographie

### Villages
Le département et la commune rurale de Namissiguima se compose de onze villages, dont le village chef-lieu homonyme (populations actualisées en 2006) :
- Balbou (726 habitants)
- Baskondo (1 354 habitants)
- Issao (573 habitants)
- Koglobaraogo (822 habitants)
- Koundibokin (449 habitants)
- Namissiguima (1 569 habitants), chef-lieu
- Nawoubkiba (1 286 habitants)
- Nionranga (1 212 habitants)
- Pickoutenga-Peulh (609 habitants)
- Tamsin (819 habitants)
- Tansablougou (333 habitants)

## Administration
La délégation spéciale est dirigée depuis août 2022 par le préfet Alpha Ouattara.
| Période                                  | Période  | Identité | Étiquette | Qualité |
| ---------------------------------------- | -------- | -------- | --------- | ------- |
|                                          | en cours |          |           |         |
| Les données manquantes sont à compléter. |          |          |           |         |

## Santé et éducation
Le département ne possède qu'un seul centre de santé et de promotion sociale (CSPS) situé à Namissiguima tandis que le centre médical avec antenne chirurgicale le plus proche est à Barsalogho et que le centre hospitalier régional (CHR) se trouve à Kaya.